# Suiza en la Copa Mundial de Fútbol de 1966
Suiza fue una de las 16 selecciones participantes en la Copa Mundial de Fútbol de Inglaterra 1966, la cual es su sexta participación en un mundial y la segunda de manera consecutiva.

## Clasificación

### Grupo 5
| Pos. | País              | J | G | E | P | GF | GC | GD  | Pts |  | Bandera de Suiza | Bandera de Irlanda del Norte | Bandera de los Países Bajos | Bandera de Albania |
| 1.   | Suiza             | 6 | 4 | 1 | 1 | 7  | 3  | +4  | 9   |  | X                | 2:1                          | 2:1                         | 1:0                |
| 2.   | Irlanda del Norte | 6 | 3 | 2 | 1 | 9  | 5  | +4  | 8   |  | 1:0              | X                            | 2:1                         | 4:1                |
| 3.   | Países Bajos      | 6 | 2 | 2 | 2 | 6  | 4  | +2  | 6   |  | 0:0              | 0:0                          | X                           | 2:0                |
| 4.   | Albania           | 6 | 0 | 1 | 5 | 2  | 12 | -10 | 1   |  | 0:2              | 1:1                          | 0:2                         | X                  |

## Jugadores
Estos son los 22 jugadores convocados para el torneo:

## Resultados

### Grupo 2
| País             | J | G | E | P | GF | GC | PTS |
| ---------------- | - | - | - | - | -- | -- | --- |
| Alemania Federal | 3 | 2 | 1 | 0 | 7  | 1  | 5   |
| Argentina        | 3 | 2 | 1 | 0 | 4  | 1  | 5   |
| España           | 3 | 1 | 0 | 2 | 4  | 5  | 2   |
| Suiza            | 3 | 0 | 0 | 3 | 1  | 9  | 0   |

| 12 de julio de 1966 | Alemania Federal                                       | 5-0     | Suiza | Hillsborough Stadium, Sheffield                           |                                                           |
|                     | Held 15' · Haller 20' 77' (pen.) · Beckenbauer 39' 52' | Reporte |       | Asistencia: 36 127 espectadores Árbitro(s): Hugh Phillips | Asistencia: 36 127 espectadores Árbitro(s): Hugh Phillips |

| 15 de julio de 1966 | España                    | 2-1     | Suiza       | Hillsborough Stadium, Sheffield                            |                                                            |
|                     | Sanchís 57' · Amancio 75' | Reporte | Quentin 28' | Asistencia: 32 028 espectadores Árbitro(s): Tofiq Bahramov | Asistencia: 32 028 espectadores Árbitro(s): Tofiq Bahramov |

| 19 de julio de 1966 | Argentina              | 2-0     | Suiza | Hillsborough Stadium, Sheffield                            |                                                            |
|                     | Artime 53' · Onega 81' | Reporte |       | Asistencia: 32 127 espectadores Árbitro(s): Joaquim Campos | Asistencia: 32 127 espectadores Árbitro(s): Joaquim Campos |